# 德氏副南極魚
德氏副南極魚為輻鰭魚綱鱸形目南極魚亞目南極魚科的其中一種，分布於南冰洋的索莫夫海海域，為底棲性魚類，屬肉食性，生活習性不明。